# 宇佐晋一
宇佐 晋一（うさ しんいち、1927年2月21日 - 2025年6月5日）は、日本の精神科医、森田療法家。父である宇佐玄雄の後を継ぎ、京都市の三聖病院の第2代院長として長年にわたり森田療法の実践を行った。特に森田療法を禅の思想と融合させた「禅的森田療法」として徹底させたことで知られる。

## 略歴
- 1927年 京都市に宇佐玄雄の子に生まれる。
- 1949年 京都大学附属医学専門部を卒業。
- 1953年 京都大学医学部精神医学教室の助手に就任。
- 1957年 三聖病院の院長に就任。
- 1960年 医学博士。
- 2015年 三聖病院閉院。（2014年12月27日付で閉院）

## 受賞歴
- 1990年 精神保健功労者（京都府知事表彰）
- 1992年 精神科医療功労者（厚生大臣表彰）
- 1995年 第6回 森田正馬賞（日本森田療法学会）

## 森田療法家としての思想と独自性

### 禅的森田療法への道
父・玄雄の死後、1957年に29歳という若さで三聖病院院長に就任した晋一は、講話を工夫するために禅の勉強を始めた。晋一にとって決定的な転換点となったのは、三省会に出席した臨済宗の老師からの厳しい批判であった。老師は森田療法を「造花」と評し、「禅はそれを言葉を用いずにやる」「禅には別種の論理がある」と述べた。この経験から、晋一は「負けてなるものか」と奮起し、「論理を抜くこと、つまり理屈抜きということの徹底」を目指すことになった。

### 治療論
森田は神経質（神経症）の成因に「思想の矛盾」を見出したが、晋一は「私たちの悩みの全ては概念化による」という鈴木大拙の言葉に倣って、知性を心の問題解決に持ち込むことによる「概念化の矛盾」として捉えた。知性は外界に対する仕組みであって心の問題の解決の手段にはなり得ず、むしろ知性化・概念化を持ち込むことがとらわれの源になると指摘した。
晋一は、森田療法における「あるがまま」は言葉や論理を離れたものであり、「思考のみでなく感覚、感情的な内容によっても左右されることのない無限定の純粋な意識である」とした。そして、その意識は森田のいう「純な心」と不可分であると捉えた。「純な心にはまったく意図的作為がなく、常に偶発的であり、禅でいう「初一念」に相当する精神現象」であり、「意識化しようとすれば可能だが通常は前意識にとどまり、自己意識内容の変化や自己意識・他者意識の区別ともかかわりがない」と述べた。「純な心の発動は森田療法の重要な治療的契機であり、意識化されない純な心の作用が前意識的行動となって、とらわれのない生活態度の実現に重要な役割を担っている」と考えた。
患者の訴えに対する不問は、森田療法家の基本姿勢であるが、晋一は不問を「ただ技法としてではなく、積極的に療法の中心概念にすえて、禅と共通の基盤と見る」に至った。それは「不問の論理」と呼ばれる。これは禅の「別種の論理」と多くの面で共通点があり、絶対無限定の意識においては同一といえると論じた。不問の論理の徹底によって神経症の絶対不成立が実現するとした。
森田療法の治癒像である「全治」とは、普通の論理からの連続的進歩の結果ではなく、「尽くすべきこと、今しなければならないことを次々に実行すると、その瞬間、瞬間が全治」であると述べた。患者は何かが「わかって」治るのではなく、自ら事実に生きる姿においてこそ全治するとした。
晋一が患者の指導において重視したことのひとつが、言葉や理屈抜きに「見ること」であった。治療において視覚的な「見ること」を重視し、美術作品や自然観察を通じて理屈抜きの体験を促した。三聖病院では週3回のスライド上映を通じて、世界の美術を視覚体験させる時間が設けられた。これも他の入院森田療法施設にはない独自性のひとつであった。

晋一の治療観は、次の一節に簡潔に表されている。
入院森田療法の経過は意外なものである。考えた自己のイメージからの完全な離脱なので，自分を自分で治すという構造がなくなり，自分や心に用事のない生活の忙しさのなかに，いつでもどこでも生きいきした全治の状態が現れる。そこにはどう治すかが問題でなくなり，あるがままの純な心が無限に多様に姿をかえて，微妙な感情の変化が事実として深く味わわれるであろう。瞬間的な神経質絶対不成立の場を提供するのが入院森田療法である。

## 著書
- 宇佐玄雄・宇佐晋一『真実に生きる』三省会 1981年
- 宇佐晋一・木下勇作『あるがままの世界 -仏教と森田療法』東方出版 1987年
- 宇佐晋一・木下勇作『とらわれからの解脱 -森田療法による実践的な生き方』柏樹社 1991年
- 宇佐晋一・木下勇作『続 あるがままの世界 -宗教と森田療法の接点』東方出版 1995 年
- 星野猷二・宇佐晋一『器瓦録想』伏見城研究会 2004年
- 宇佐晋一『禅的森田療法』三省会 2004年
- 宇佐晋一・木下優作『あるがままの世界 -完全版-』秀和システム 2020年
- 宇佐玄雄・宇佐晋一『あるがままの生活 -講話集-』秀和システム 2020年
- 宇佐晋一『不安と緊張に悩む人のための 心の講話と全治の道 -森田療法家・宇佐晋一の思い-』秀和システム 2024年

### 博士論文
- 「森田療法の治療効果のロールシャッハテストによる研究」『日本精神神経学雑誌』63-6、1961年。

### 論文
- CiNii>宇佐晋一

## 医学以外の業績
- 1948年、三重県伊賀市石山古墳について京都大学に報告し、調査に参加[3]。
- 雑誌「古代学研究」の創刊に参加（1949年）[4][5]、のち発行者となる[6]。
- 古墳時代の日本独自の文様といわれる直弧文の源流を研究し[7][8][9][10]原単位図形を抽出し[11][12]、それがスイジガイの裏面をうつしたことを確認し[13][14]、弥生時代の巴形銅器、古墳時代の双脚輪状文とともにスイジガイ起源説を発表[15][16][17]して認められる[18][19][20]。『日本考古学辞典』では「直弧文」についての執筆を担当し、大阪府紫金山古墳出土の貝輪彫刻の文様構成の分析から、もっとも遡りうる原単位図形が見出され、その後直弧文は順次転写されたもので、伝播して行く間に組んだ帯のような構成に組立てられ、東北地方や南鮮にまで及ぶ分布を示している。直弧文はもともと畿内に発生して育てられたものだが、北九州では構図の省略にもかかわらず特異な発展を示したと解説している[21]。また『日本考古学辞典』には「銅釧」の弥生時代についての執筆があり、唐津市桜馬場では2種26個の銅釧が、流雲文方格規矩四神鏡・方格規矩八乳渦大山銅鏡などと伴出したが、これらは鏡の年代から1世紀の半ばを遡りえないと考えられ、この頃から日本独特の銅釧が国内で鋳造されるようになったものと考えられていると解説している[22]。
- 京都市北区上賀茂本山に所在する本山遺跡から出土した遺物を調査し[23]、緑釉土器窯跡であったことを論述し[24]、『平安時代史事典』の「本山遺跡」についての執筆を担当し、『延喜木工寮式』所載の栗栖野瓦屋の窯跡群の周辺にあって緑釉土器を製造した関連窯跡として重要と解説している[25]。
- 1961年、新幹線工事予定地域内の国鉄新幹線東山トンネル山科側入口にあった、「みこし塚」といわれていた半月形の小丘の発掘調査を行った[26]。
- 1975年、奈良県桜井市纏向石塚古墳出土の木片の弧文円板復元に成功。そこに刻まれていた文様が最古の直弧文であることを論述した[27][11]。
- 2018年、日本考古学協会から50年以上の功労により「シニアフェロー」の称号を受ける[28]。